# 朱瀾
朱瀾（？—1795年5月1日），中國清朝官員，浙江仁和（今杭州）人。
曾任邵武府經歷。乾隆五十四年（1789年）調任台灣府經歷。乾隆五十七年（1792年）十月署彰化縣知縣。乾隆五十九年（1794年）十一月護理臺灣府北路理番鹿仔港海防捕盜同知，次年三月十三日（1795年5月1日）因陳周全民變殉職。